# 伊舎堂盛富
伊舎堂親方盛富（いしゃどううぇーかたせいふ、1659年9月1日 - 1721年11月15日）は、琉球王国の官僚。唐名は翁自道を名乗った。
伊舎堂は数回、日本や中国に使節として派遣されたことがある。 1694年には、伊舎堂は福建省から琉球にサツマイモを持ち込んで、自身の家の周りに植え、人々に広めた。サツマイモは琉球中に広まり、すぐに一般の人々の主食となった。  
1712年から1721年まで、三司官を務めた。  